# Васильев, Николай Александрович (философ)
Никола́й Алекса́ндрович Васи́льев (29 июня (11 июля) 1880, Казань — 31 декабря 1940, Казань) — российский и советский философ, этик, психолог, историк, поэт и переводчик; учёный и педагог, предвосхитивший развитие системы воображаемой (неаристотелевой) логики и основных разделов современной неклассической логики.
Его идеи в области психологии намного опередили его современников и иногда не были поняты полностью.

## Биография
В 1898 г. поступил на медицинский факультет Казанского университета (попутно с основными дисциплинами слушал курс философии). В июне 1904 г. окончил учебу и работал врачом в деревне Шатьма Ядринского уезда. В этом же году женился на Екатерине Степановне Завьяловой.
В одном из писем жене (1905 г.) пишет о своем увлечении философией Гегеля, сопровождая письмо следующими словами «весь мир вывести из единого понятия… <…>… по крайней мере гордо задумано». Если вникнуть в смысловое содержание цитаты, то можно отметить налет скепсиса по отношению к парадигме гегелевского мышления.
В 1906 г. Николай Александрович завершил кандидатский трактат «Вопрос о падении Западной Римской империи и античной культуры в историографической литературе и в истории философии в связи с теорией истощения народов и человечества».
1907 г. Читает курс лекций по психологии, которыми восхищался А. Р. Лурия.
В этих лекциях высказаны моменты, которые опередили А. А. Ухтомского с его понятием «доминанта».
С ноября 1910 года — приват-доцент кафедры философии Казанского университета.
К 1910—1914 гг. относятся новаторские работы Н. А. Васильева по логике, которую он называл воображаемой и в которой предвосхищались многозначные, парапротиворечивые, многомерные и иные неклассические логики.
1913 год — преподает курс «Чтение отрывков из сочинений, входящих в Органон Аристотеля».
В 1914 г. ведёт лекции по Метафизике Аристотеля.
Осенью 1914 года был мобилизован на военную службу. Тяжёлые впечатления от фронтовой действительности оказали на Васильева угнетающее действие, способствуя возникновению у него глубокой депрессии. В декабре 1916 года он был «уволен по болезни от службы».
Васильевым написаны книги по психологии (второе издание 1914 год. Лекции по психологии), о которых очень восторженно отзывался выдающийся педолог и психоаналитик современности, «выдающийся научный многостаночник» А. Р. Лурия. 
В этих книгах без применения слова «доминанта» описаны явления, названные автором 2-м законом «Основных законов функции мозга». Это предвосхитило появление понятия "Доминанта", которое в 1923 году А. А. Ухтомский ввёл в обращение без ссылок на первоисточник. Выготский в 1925 ссылается на работу А.А. Ухтомского именно от 1923 года, где появилось понятие доминанта. Нет никаких сведений о том, что А.А. Ухтомский использовал это понятие ранее 1923 года. Записи в личной тетради не считаются и не могут служить доказательством приоритета на авторство.
В 1918 году ученый был переведён декретом Совета Народных Комиссаров в состав профессоров. В 1922 году в возрасте 42 лет был отправлен на пенсию.
Обострившаяся болезнь (маниакально-депрессивный психоз) привела к семейной драме и принудила его вплоть до своей кончины жить в психиатрической клинике.
Скончался 31 декабря 1940 г.

## Родословная
- Дед по отцовской линии: Василий Павлович Васильев (1818—1900) — крупнейший русский китаевед, академик Петербургской Академии наук.
  - Отец: Александр Васильевич Васильев (1853—1929) — математик, один из основателей Казанского физико-математического общества, пропагандист идей Лобачевского.
- Дед по материнской линии: Павел Павлович Максимович (1816—1892) — видный деятель народного образования в Тверской губернии, организатор земских школ.
- Бабушка по материнской линии: Анна Андреевна Хлебникова — её предки именитые участники крупнейших исторических событий в России.
  - Мать: Александра Павловна Максимович / её дед был штурманом знаменитого шлюпа «Диана», снаряженного в 1807 г. для исследования Великого океана.
  - Дядя: Владимир Павлович Максимович (1850—1889) — доктор математических наук.